# Pilotage en immersion
 (juin 2013).
Si vous disposez d'ouvrages ou d'articles de référence ou si vous connaissez des sites web de qualité traitant du thème abordé ici, merci de compléter l'article en donnant les références utiles à sa vérifiabilité et en les liant à la section « Notes et références ».
Pour les articles homonymes, voir FPV.

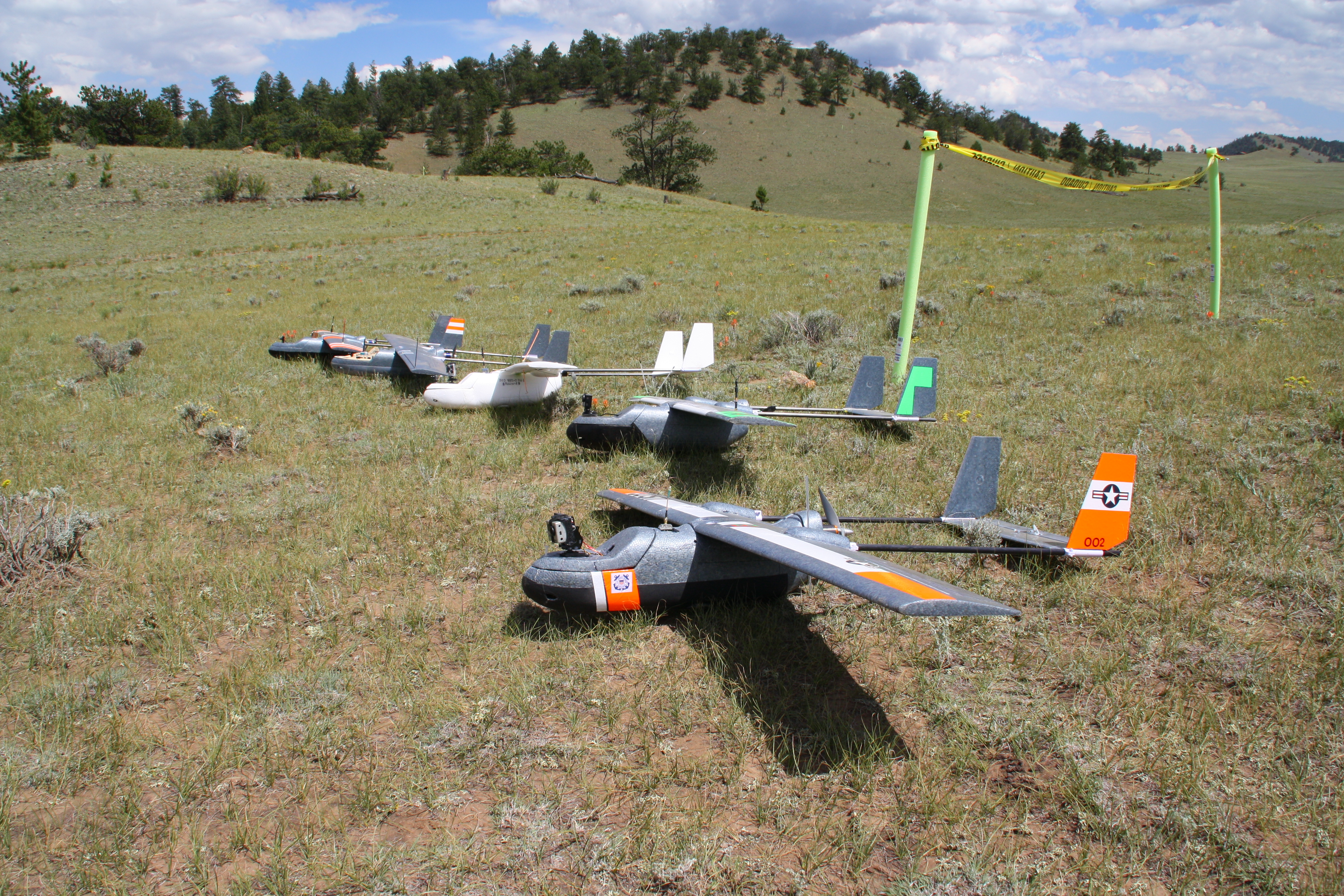
Avion radiocommandé avec caméra

Le pilotage en immersion (connu en anglais sous le terme « first-person view » ou « FPV ») est un procédé de commande d'un modèle radiocommandé, tel qu'un modèle réduit ou un drone, du point de vue d'un pilote virtuel. Ce mode de contrôle est fréquemment utilisé pour manipuler des drones militaires ou d'autres types d'engins aériens ou terrestres tels que des avions, des hélicoptères, des aérotrains, des voitures, etc.
L'opérateur bénéficie d'une vue subjective grâce à une caméra embarquée, relayant un flux vidéo vers des lunettes, un masque vidéo FPV, ou un écran portable.
Des modèles plus avancés intègrent un dispositif de contrôle à 3 axes directement sur le modèle, couplé à une centrale à inertie présente sur les lunettes du pilote. Cette configuration permet de synchroniser les mouvements de tête du pilote avec ceux de la caméra, offrant ainsi une expérience de pilotage encore plus immersive.

## Historique
Cette discipline était réservée aux industriels du monde de la robotique ainsi qu'aux armées pour les drones de combat ou de reconnaissance aérienne, tel que le IAI Scout ou le Tadiran Mastiff.
Son premier projet, RC-CAM1, était constitué d'une caméra monochrome, ainsi qu'un émetteur vidéo opérant sur les bandes ISM, plus précisément le 433Mhz
.
L'itération ultérieure du projet a abouti au modèle RC-CAM4, conçu à partir d'une caméra de sécurité Xcam2 opérant à une fréquence de 2,4 GHz et dotée d'une puissance d'émission de 5 mW,.
En 2006, la société chinoise DJI marque une étape significative en devenant la première à obtenir une autorisation de vol de la Federal Aviation Administration (FAA) pour la commercialisation de drones avec caméra embarquée à usage professionnel.
En 2008, une vidéo est publiée sur Vimeo, mettant en scène le survol du Royal Bromont Golf Club. Cette vidéo a rapidement circulé dans les cercles des passionnés de modélisme, offrant une visibilité significative et suscitant un intérêt considérable pour le FPV.
À partir de 2010, le marché naissant se développe fortement dans le monde, par exemple avec Parrot, entreprise française qui a commercialisé le premier drone de loisir dans le monde. Cette société vend ses drones FPV équipés de caméras thermiques à différentes armées (Armée américaine, Armée suisse).
Au courant de l'année 2012, l'intérêt croissant pour cette discipline a conduit à la création de sites web spécialisés dans la vente, tels que GetFPV et Lumenier, ouvrant la porte à un public plus vaste,.
Avec une croissance rapide du marché après 2006, conjuguée à une diminution des coûts de fabrication, on observe l'introduction de nouveaux émetteurs vidéo analogiques miniaturisés, basés sur des solutions à puce unique telles que le RTC6705 de chez RichWave. Cette évolution s'accompagne de l'émergence de micro-caméras à vidéo composite à des prix abordables, proposées par des fabricants tels que Runcam ou Foxeer.
Le pilotage en immersion s'est relativement démocratisé depuis 2006 dans le monde du loisir, grâce notamment à une course de drones FPV (club argonay) vers Argonay à 5km d'Annecy en Haute-Savoie, en région Auvergne-Rhône-Alpes en 2014.
Depuis 2022, durant l'invasion de l'Ukraine par la Russie, les drones FPV militarisé sont utilisés par les protagonistes.

### Émergence du numérique
Jusqu'à la fin des années 2010, la transmission vidéo reposait principalement sur des systèmes analogiques CVBS en modulation VSB (AM), avec quelques initiatives autour de transmissions numériques ne dépassant pas un stade de projets individuels.
Les systèmes vidéo FPV numériques présentent plusieurs avantages significatifs par rapport à leurs homologues analogiques. Tout d'abord, la qualité d'image est généralement supérieure, dû notamment à l'augmentation de la résolution du format PAL (576i@25fps) ou NTSC (480i@30fps), à des formats offrant une définition plus élevée de 720p ou 1080p. La transmission digitale permet également une reproduction des couleurs plus fidèle et des contrastes plus marqués. De plus, les systèmes numériques ont tendance à être moins sensibles aux interférences, ce qui se traduit par une transmission plus stable et une réduction des artéfacts visuels perçus par le pilote. Toutefois, le coût ainsi que le poids plus important, combiné à l'architecture propriétaire limite leur adoption par les hobbyistes à des modèles capables d'emporter le poids supplémentaire.
En 2014, DJI entreprend une transition progressive de son système de transmission vidéo Wi-Fi vers une solution propriétaire numérique connue sous le nom de Lightbridge, utilisée initialement sur les drones Inspire 1. Progressivement, la société chinoise continue à investir dans la recherche et le développement en élaborant des systèmes de vidéo numérique de plus en plus compacts et intégrés avec chaque nouveau modèle. Deux de ces avancements notables sont les technologies Ocusync et Ocusync 2, basées sur une SDR Leadcore. Enfin, avec l'arrivée du Mavic 2 en 2018, DJI introduit son chipset P1, permettant une transmission vidéo digitale à faible latence et haute résolution. Plus tard en 2019, le DJI Digital FPV system, une adaptation du Ocusync aux besoins du FPV, arrive sur le marché sous la nomination « DJI Air Unit ».  DJI continue l'évolution de ses produits avec le O3, et la production des unités de génération précédente est confié à des partenaires, tout d'abord Caddx avec la « Caddx Vista », puis Runcam avec le « Runcam Link ». Le système est capable d'une résolution de 720p et 120 images par seconde, jusqu'à une portée de 4km, sous une latence de 28ms,,.
Vers la fin de l'année 2019, Fat Shark (en), un acteur reconnu dans le domaine des lunettes vidéo FPV, introduit son système de transmission numérique pour lutter contre le monopole détenu par DJI. Le système est baptisé Byte Frost. Byte Frost est considéré comme un système hybride, bien que la transmission RF soit effectuée par une modulation numérique, le lien entre la caméra et l'émetteur vidéo (VTX) est toujours effectué par une connexion CVBS. Le système est en réalité développé par Divimath et vendu sous licence par Fat Shark. L'avantage principal du Byte Frost réside dans sa latence extrêmement faible et constante, indépendamment de la qualité du signal reçu, ce qui le distingue de manière significative de son principal concurrent. Cette caractéristique en fait un système hautement prisé pour les courses FPV, où la latence vidéo a un impact majeur sur les performances du pilote. Le système sera produit en petite quantité à titre d'essai, et ensuite rapidement remplacé par le Shark Byte fin 2020. Son homologue entièrement numérique remplace le lien CVBS par une interface MIPI,.
En 2021, Fat Shark (en) procède au transfert officiel du support des produits Shark Byte à Divimath au profit d'un partenariat avec Caddx. Cette transition adonne naissance à une nouvelle branche dédiée au FPV au sein de Divimath, connue sous le nom de HDZero. HDZero se dinstingue encore une fois par sa latence très faible de transmission de 3 ms peu importe la qualité de signal reçu. Il est également annoncé que HDZero compte rendre open source l'intégration complète des émetteurs et récepteurs vidéos, à l'exception des ASIC Divimath, permettant à un partenaire indépendant de concevoir du matériel sous licence,.
En 2022, Caddx FPV, une société chinoise initialement spécialisée dans la production sous licence des « DJI Air Unit », annonce le lancement de son propre système numérique baptisé Walksnail Avatar. Avatar présente des similitudes avec le système proposé par DJI, avec notamment l'utilisation d'un SoC (System on Chip) Artosyn Microelectronics très semblable au SoC P1 utilisé par DJI pour le traitement vidéo et la gestion de la transmission radiofréquence. La compression vidéo, similaire à celle de DJI, entraîne une augmentation de la latence de transmission à 32 ms dans des conditions optimales. Le débit maximal est de 25 Mbps ou 50 Mbps selon la qualité vidéo sélectionnée. Le système Avatar prend en charge plusieurs résolutions, notamment le 720p à 120 images par seconde ou le 1080p à 60 images par seconde.

## FPV racer pour les passionnés

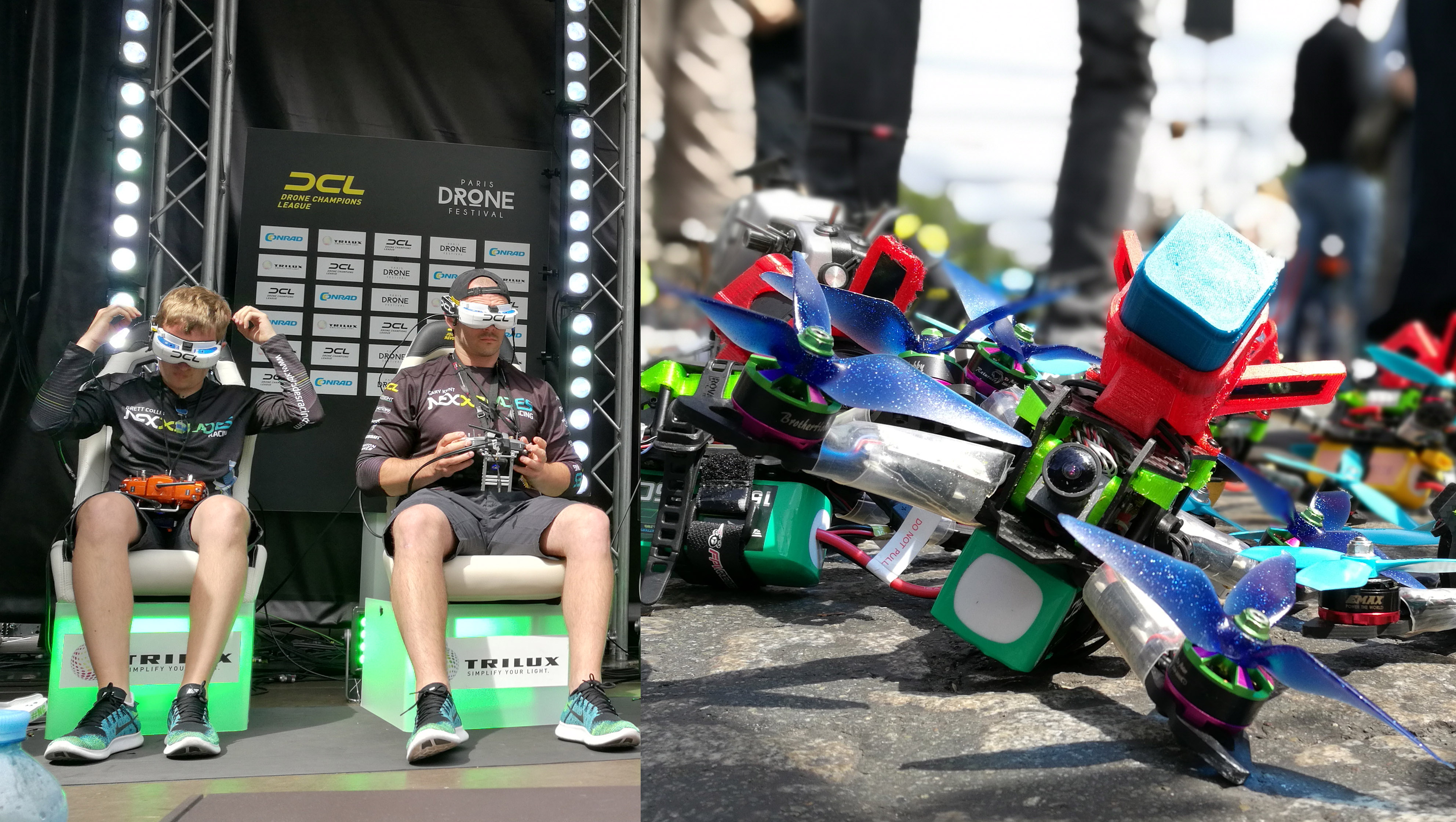
Paris Drone Festival 2017, la course de drones FPV ou FPV Racing sur les Champs-Élysées ! dans le cadre de la DCL (Drone Champions League).

Aujourd'hui, le FPV racing (wings/multirotor) est devenu un sport de très haut niveau, même s'il reste encore une activité très récente pratiquée par les néophytes. Cependant, elle devient de plus en plus accessible à des néophytes grâces aux drones prêts à voler et à la démocratisation générale du matériel nécessaire.

## FPV pour les autres
On retrouve pour d'autres publics moins sportifs, des amateurs et des professionnels (secteur immobilier, hôtelier, sites touristiques, vérificateurs techniques ou constructeurs/utilisateurs de construction ou d'installations techniques) des utilisations pertinentes. Par exemple, en couplant un drone à une simple caméra de type sportive comme les GoPro 4K, il est possible de réaliser des vidéos de type Freestyle avec pilotage en acro (mode « manuel » où l'on utilise uniquement les gyroscopes, et non plus les accéléromètres de la carte pour se stabiliser), ou des vidéos de type long range pour planer au-dessus des montagnes avec des images très lentes, grâce au pilotage en immersion. Ceci est vrai aussi pour les vérifications du pont de Millauautant que pour les lignes haute tension.